# Singapore Challenger 1989
Il Singapore Challenger 1989 è stato un torneo di tennis facente parte della categoria ATP Challenger Series nell'ambito dell'ATP Challenger Series 1989. Il torneo si è giocato a Singapore in Singapore dal 14 al 20 agosto 1989 su campi in cemento.

## Vincitori

### Singolare
Russell Barlow ha battuto in finale  Neil Borwick con il punteggio di 7–6, 4–6, 6–3

### Doppio
Andrew Castle /  Broderick Dyke hanno battuto in finale  Steve DeVries /  Paul Wekesa con il punteggio di 7–6, 6–3